# ATP-toernooi van Madrid
Het ATP-toernooi van Madrid is een jaarlijks terugkerend tennistoernooi dat wordt georganiseerd in de Spaanse hoofdstad Madrid. De officiële naam van het toernooi is Mutua Madrileña Madrid Open. Het toernooi, waarvan de wedstrijden sinds 2009 worden gespeeld op gravel, valt in de hoogste categorie van de ATP; de "World Tour 1000". Tot en met 2008 werd op hardcourt gespeeld en in 2012 op blauw gravel. Dit was echter geen succes en mede door de kritiek van veel topspelers, onder wie Rafael Nadal en Novak Đoković, is besloten om vanaf 2013 weer op 'normaal' rood gravel te spelen. Inmiddels is blauw gravel officieel verboden door de ATP.
Tegelijk met de mannen spelen hier de vrouwen vanaf 2009 het WTA-toernooi van Madrid.

## Geschiedenis
Het Masterstoernooi vindt zijn oorsprong in Stockholm, waar het werd gespeeld van 1990 tot en met 1994. Het toernooi werd verschoven naar Essen, waar het maar één jaar werd gehouden. Van 1996 tot en met 2001 werd het toernooi georganiseerd in Stuttgart. Vanaf 2002 vindt het toernooi plaats in Madrid.
Ion Țiriac, een Roemeense miljardair, zakenman en voormalig professioneel tennisspeler, was met zijn Cypriotische bedrijf „Super Slam Limited”, de eigenaar van de toernooilicentie van 2009 tot en met 2021. In 2021 verkocht Țiriac zijn toernooilicentie aan het in Amerika gevestigde internationale marketingbureau IMG voor ongeveer € 360 miljoen (+ 30 miljoen na 2 jaar). Van 1999 tot en met 2008 verhuurde Țiriac zijn licentie aan het ATP-toernooi van Kitzbühel.
De Nederlander Richard Krajicek wist in 1998 het toernooi te winnen, in het jaar hiervoor en het jaar hierna verloor hij de eindstrijd. Het Nederlandse duo Haarhuis/Eltingh wist het toernooi, toen het voor de enige keer in Essen werd georganiseerd, te winnen. Het daaropvolgende jaar wisten ze de finale opnieuw te bereiken, zonder succes in de finale ditmaal. De Nederlander Tom Nijssen wist met de Tsjech Cyril Suk de finale te bereiken in 1991, het koppel verloor echter.

## Finales

### Enkelspel
| Datum      | Naam                           | Categorie      | ($/€)       | Deeln.  | Ondergrond        | Winnaar                                | Verliezend finalist                    | Uitslag                                |                                        |
| ---------- | ------------------------------ | -------------- | ----------- | ------- | ----------------- | -------------------------------------- | -------------------------------------- | -------------------------------------- | -------------------------------------- |
| 14-10-2002 | Tennis Masters Madrid          | Masters Series | $ 2.328.000 | 48H/24Q | Hardcourt, indoor | Andre Agassi                           | Jiří Novák                             | Walk-over (blessure)                   | Details                                |
| 13-10-2003 | Tennis Masters Madrid          | Masters Series | $ 2.200.000 | 48H/24Q | Hardcourt, indoor | Juan Carlos Ferrero                    | Nicolás Massú                          | 6-3, 6-4, 6-3                          | Details                                |
| 18-10-2004 | Masters Series Madrid          | Masters Series | $ 2.200.000 | 48H/24Q | Hardcourt, indoor | Marat Safin                            | David Nalbandian                       | 6-2, 6-4, 6-3                          | Details                                |
| 17-10-2005 | Mutua Madrileña Masters Madrid | Masters Series | $ 2.200.000 | 48H/24Q | Hardcourt, indoor | Rafael Nadal (1)                       | Ivan Ljubičić                          | 3-6, 2-6, 6-3, 6-4, 7-6                | Details                                |
| 14-10-2006 | Mutua Madrileña Masters Madrid | Masters Series | $ 2.082.500 | 48H/24Q | Hardcourt, indoor | Roger Federer (1)                      | Fernando González                      | 7-5, 6-1, 6-0                          | Details                                |
| 15-10-2007 | Mutua Madrileña Masters Madrid | Masters Series | $ 2.082.500 | 48H/24Q | Hardcourt, indoor | David Nalbandian                       | Roger Federer                          | 1-6, 6-3, 6-3                          | Details                                |
| 12-10-2008 | Mutua Madrileña Masters Madrid | Masters Series | € 2.057.000 | 48H/24Q | Hardcourt, indoor | Andy Murray (1)                        | Gilles Simon                           | 6-4, 7-6(6)                            | Details                                |
| 12-05-2009 | Mutua Madrileña Masters Madrid | Masters 1000   | € 2.835.000 | 56H/28Q | Gravel, buiten    | Roger Federer (2)                      | Rafael Nadal                           | 6-4, 6-4                               | Details                                |
| 07-05-2010 | Mutua Madrileña Masters Madrid | Masters 1000   | € 2.835.000 | 56H/28Q | Gravel, buiten    | Rafael Nadal (2)                       | Roger Federer                          | 6-4, 7-6(5)                            | Details                                |
| 01-05-2011 | Mutua Madrid Open              | Masters 1000   | € 2.835.000 | 56H/28Q | Gravel, buiten    | Novak Đoković (1)                      | Rafael Nadal                           | 7-5, 6-4                               | Details                                |
| 06-05-2012 | Mutua Madrid Open              | Masters 1000   | € 3.090.150 | 56H/28Q | Gravel, buiten    | Roger Federer (3)                      | Tomáš Berdych                          | 3-6, 7-5, 7-5                          | Details                                |
| 04-05-2013 | Mutua Madrid Open              | Masters 1000   | € 3.368.265 | 56H/28Q | Gravel, buiten    | Rafael Nadal (3)                       | Stanislas Wawrinka                     | 6-2, 6-4                               | Details                                |
| 05-05-2014 | Mutua Madrid Open              | Masters 1000   | € 3.671.405 | 56H/28Q | Gravel, buiten    | Rafael Nadal (4)                       | Kei Nishikori                          | 2-6, 6-4, 3-0, opg.                    | Details                                |
| 03-05-2015 | Mutua Madrid Open              | Masters 1000   | € 4.185.405 | 56H/28Q | Gravel, buiten    | Andy Murray (2)                        | Rafael Nadal                           | 6-3, 6-2                               | Details                                |
| 02-05-2016 | Mutua Madrid Open              | Masters 1000   | € 4.711.360 | 56H/28Q | Gravel, buiten    | Novak Đoković (2)                      | Andy Murray                            | 6-2, 3-6, 6-2                          | Details                                |
| 07-05-2017 | Mutua Madrid Open              | Masters 1000   | € 5.439.350 | 56H/28Q | Gravel, buiten    | Rafael Nadal (5)                       | Dominic Thiem                          | 7-6(8), 6-4                            | Details                                |
| 13-05-2018 | Mutua Madrid Open              | Masters 1000   | € 6.200.860 | 56H/28Q | Gravel, buiten    | Alexander Zverev (1)                   | Dominic Thiem                          | 6-4, 6-4                               | Details                                |
| 12-05-2019 | Mutua Madrid Open              | Masters 1000   | € 6.536.160 | 56H/28Q | Gravel, buiten    | Novak Đoković (3)                      | Stéfanos Tsitsipás                     | 6-3, 6-4                               | Details                                |
| 20-09-2020 | Mutua Madrid Open              | Masters 1000   | € 6.729.095 | 56H/28Q | Gravel, buiten    | Geen toernooi wegens de coronapandemie | Geen toernooi wegens de coronapandemie | Geen toernooi wegens de coronapandemie | Geen toernooi wegens de coronapandemie |
| 09-05-2021 | Mutua Madrid Open              | Masters 1000   | € 3.226.325 | 56H/28Q | Gravel, buiten    | Alexander Zverev (2)                   | Matteo Berrettini                      | 6-7(8), 6-4, 6-3                       | Details                                |
| 08-05-2022 | Mutua Madrid Open              | Masters 1000   | € 6.744.165 | 56H/28Q | Gravel, buiten    | Carlos Alcaraz (1)                     | Alexander Zverev                       | 6-3, 6-1                               | Details                                |
| 07-05-2023 | Mutua Madrid Open              | Masters 1000   | € 7.705.780 | 96H/28Q | Gravel, buiten    | Carlos Alcaraz (2)                     | Jan-Lennard Struff                     | 6-4, 3-6, 6-3                          | Details                                |
| 05-05-2024 | Mutua Madrid Open              | Masters 1000   | € 7.877.020 | 96H/28Q | Gravel, buiten    | Andrej Roebljov                        | Félix Auger-Aliassime                  | 4-6, 7-5, 7-5                          | Details                                |

### Dubbelspel
| Datum      | Naam                           | Categorie      | ($/€)       | Deeln.   | Ondergrond        | Winnaars                                     | Verliezend finalisten                     | Uitslag                                |                                        |
| ---------- | ------------------------------ | -------------- | ----------- | -------- | ----------------- | -------------------------------------------- | ----------------------------------------- | -------------------------------------- | -------------------------------------- |
| 14-10-2002 | Tennis Masters Madrid          | Masters Series | $ 2.328.000 | 24 teams | Hardcourt, indoor | Mark Knowles (1) Daniel Nestor (1)           | Mahesh Bhupathi Maks Mirni                | 6-3, 5-7, 6-0                          | Details                                |
| 13-10-2003 | Tennis Masters Madrid          | Masters Series | $ 2.200.000 | 16 teams | Hardcourt, indoor | Mahesh Bhupathi Maks Mirni                   | Wayne Black Kevin Ullyett                 | 6-2, 2-6, 6-3                          | Details                                |
| 18-10-2004 | Masters Series Madrid          | Masters Series | $ 2.200.000 | 16 teams | Hardcourt, indoor | Mark Knowles (2) Daniel Nestor (2)           | Bob Bryan Mike Bryan                      | 6-3, 6-4                               | Details                                |
| 17-10-2005 | Mutua Madrileña Masters Madrid | Masters Series | $ 2.200.000 | 16 teams | Hardcourt, indoor | Mark Knowles (3) Daniel Nestor (3)           | Leander Paes Nenad Zimonjić               | 3-6, 6-3, 6-2                          | Details                                |
| 14-10-2006 | Mutua Madrileña Masters Madrid | Masters Series | $ 2.082.500 | 24 teams | Hardcourt, indoor | Bob Bryan (1) Mike Bryan (1)                 | Mark Knowles Daniel Nestor                | 7-5, 6-4                               | Details                                |
| 15-10-2007 | Mutua Madrileña Masters Madrid | Masters Series | $ 2.082.500 | 24 teams | Hardcourt, indoor | Bob Bryan (2) Mike Bryan (2)                 | Mariusz Fyrstenberg Marcin Matkowski      | 6-3, 7-6(4)                            | Details                                |
| 12-10-2008 | Mutua Madrileña Masters Madrid | Masters Series | € 2.057.000 | 24 teams | Hardcourt, indoor | Mariusz Fyrstenberg (1) Marcin Matkowski (1) | Mahesh Bhupathi Mark Knowles              | 6-4, 6-2                               | Details                                |
| 12-05-2009 | Mutua Madrileña Masters Madrid | Masters 1000   | € 2.835.000 | 24 teams | Gravel, buiten    | Daniel Nestor (4) Nenad Zimonjić (1)         | Simon Aspelin Wesley Moodie               | 6-4, 6-4                               | Details                                |
| 07-05-2010 | Mutua Madrileña Masters Madrid | Masters 1000   | € 2.835.000 | 24 teams | Gravel, buiten    | Bob Bryan (3) Mike Bryan (3)                 | Daniel Nestor Nenad Zimonjić              | 6-3, 6-4                               | Details                                |
| 01-05-2011 | Mutua Madrid Open              | Masters 1000   | € 2.835.000 | 24 teams | Gravel, buiten    | Bob Bryan (4) Mike Bryan (4)                 | Michaël Llodra Nenad Zimonjić             | 6-3, 6-3                               | Details                                |
| 06-05-2012 | Mutua Madrid Open              | Masters 1000   | € 3.090.150 | 24 teams | Gravel, buiten    | Mariusz Fyrstenberg (2) Marcin Matkowski (2) | Robert Lindstedt Horia Tecău              | 6-3, 6-4                               | Details                                |
| 04-05-2013 | Mutua Madrid Open              | Masters 1000   | € 3.368.265 | 24 teams | Gravel, buiten    | Bob Bryan (5) Mike Bryan (5)                 | Alexander Peya Bruno Soares               | 6-2, 6-3                               | Details                                |
| 05-05-2014 | Mutua Madrid Open              | Masters 1000   | € 3.671.405 | 24 teams | Gravel, buiten    | Daniel Nestor (5) Nenad Zimonjić (2)         | Bob Bryan Mike Bryan                      | 6-4, 6-2                               | Details                                |
| 03-05-2015 | Mutua Madrid Open              | Masters 1000   | € 4.185.405 | 24 teams | Gravel, buiten    | Rohan Bopanna Florin Mergea                  | Marcin Matkowski Nenad Zimonjić           | 6-2, 6-7(5), [11-9]                    | Details                                |
| 02-05-2016 | Mutua Madrid Open              | Masters 1000   | € 4.711.360 | 24 teams | Gravel, buiten    | Jean-Julien Rojer (1) Horia Tecău (1)        | Rohan Bopanna Florin Mergea               | 6-4, 7-6(5)                            | Details                                |
| 07-05-2017 | Mutua Madrid Open              | Masters 1000   | € 5.439.350 | 24 teams | Gravel, buiten    | Łukasz Kubot Marcelo Melo                    | Nicolas Mahut Édouard Roger-Vasselin      | 7-5, 6-3                               | Details                                |
| 13-05-2018 | Mutua Madrid Open              | Masters 1000   | € 6.200.860 | 24 teams | Gravel, buiten    | Nikola Mektić Alexander Peya                 | Bob Bryan Mike Bryan                      | 5-3, opgave                            | Details                                |
| 12-05-2019 | Mutua Madrid Open              | Masters 1000   | € 6.536.160 | 32 teams | Gravel, buiten    | Jean-Julien Rojer (2) Horia Tecău (2)        | Diego Schwartzman Dominic Thiem           | 6-2, 6-3                               | Details                                |
| 20-09-2020 | Mutua Madrid Open              | Masters 1000   | € 6.729.095 | 28 teams | Gravel, buiten    | Geen toernooi wegens de coronapandemie       | Geen toernooi wegens de coronapandemie    | Geen toernooi wegens de coronapandemie | Geen toernooi wegens de coronapandemie |
| 09-05-2021 | Mutua Madrid Open              | Masters 1000   | € 3.226.325 | 28 teams | Gravel, buiten    | Marcel Granollers Horacio Zeballos           | Nikola Mektić Mate Pavić                  | 1-6, 6-3, [10-8]                       | Details                                |
| 08-05-2022 | Mutua Madrid Open              | Masters 1000   | € 6.744.165 | 28 teams | Gravel, buiten    | Wesley Koolhof Neal Skupski                  | Juan Sebastián Cabal Robert Farah Maksoud | 6-7(4), 6-4 [10-5]                     | Details                                |
| 06-05-2023 | Mutua Madrid Open              | Masters 1000   | € 7.705.780 | 32 teams | Gravel, buiten    | Karen Chatsjanov Andrej Roebljov             | Rohan Bopanna Matthew Ebden               | 6-3, 3-6, [10-3]                       | Details                                |
| 04-05-2024 | Mutua Madrid Open              | Masters 1000   | € 7.877.020 | 32 teams | Gravel, buiten    | Sebastian Korda Jordan Thompson              | Ariel Behar Adam Pavlásek                 | 6-3, 7-6(7)                            | Details                                |

## Statistieken

### Meeste enkelspeltitels
| Aantal titels | Speler           | Jaren                        |
| ------------- | ---------------- | ---------------------------- |
| 5             | Rafael Nadal     | 2017, 2014, 2013, 2010, 2005 |
| 3             | Roger Federer    | 2012, 2009, 2006             |
| 3             | Novak Đoković    | 2018, 2016, 2011             |
| 2             | Andy Murray      | 2015, 2008                   |
| 2             | Alexander Zverev | 2021, 2018                   |
| 2             | Carlos Alcaraz   | 2023, 2022                   |

Vanaf 2002, het jaar dat het toernooi in Madrid wordt gespeeld.

(Bijgewerkt t/m 2024)

### Meeste enkelspeltitels per land
| Aantal titels | Land                |
| ------------- | ------------------- |
| 8             | Spanje              |
| 3             | Zwitserland         |
| 3             | Servië              |
| 2             | Verenigd Koninkrijk |
| 2             | Duitsland           |
| 2             | Rusland             |

Vanaf 2002, het jaar dat het toernooi in Madrid wordt gespeeld.

(Bijgewerkt t/m 2024)

### Baansnelheid
| Court Pace Index                                     |
| ---------------------------------------------------- |
|                                                      |
| ■ Traag ■ Medium traag ■ Medium ■ Medium snel ■ Snel |

Bronnen: The Racquet Court Speed Data, Court Pace Index: Tennis court speeds Tennis Warehouse Forum, Nick Lester Twitter, @Stroppa_Del (2019) Twitter

### Toeschouwersaantallen
| Jaar | Toeschouwers | Jaar | Toeschouwers | Jaar | Toeschouwers | Jaar | Toeschouwers | Jaar | Toeschouwers |
| ---- | ------------ | ---- | ------------ | ---- | ------------ | ---- | ------------ | ---- | ------------ |
| 2002 | 103.775      | 2007 |              | 2012 |              | 2017 | 260.228      | 2022 | 300.000      |
| 2003 | 116.500      | 2008 |              | 2013 |              | 2018 | 270.097      | 2023 |              |
| 2004 |              | 2009 | 185.000      | 2014 |              | 2019 | 278.110      |      |              |
| 2005 | 120.440      | 2010 |              | 2015 | 222.228      | 2020 | Afgelast     |      |              |
| 2006 |              | 2011 |              | 2016 | 244.660      | 2021 |              |      |              |

De toeschouwersaantallen zijn vanaf 2009 inclusief de aantallen van het gelijktijdige WTA-toernooi.